# Kernwuchs
Als Kernwuchs bezeichnet man in der Forstwirtschaft einen Baum, der im Gegensatz zu einem Stockausschlag aus einem Samen gewachsen ist. Während Niederwald durch Stockausschlag entsteht, besteht ein Hochwald dagegen immer aus Kernwüchsen. Der Mittelwaldbetrieb nimmt eine Zwischenstellung ein, das Unterholz ist hier aus Stockausschlag, das Oberholz aus Kernwuchs hervorgegangen.